# Ochotnicza Straż Pożarna w Luboniu
Ochotnicza Straż Pożarna w Luboniu – jednostka oddziału powiatowego ZOSP RP w Poznaniu, należąca do Krajowego Systemu Ratowniczo-Gaśniczego (KSR-G).

## Historia
Lubońska OSP powstała w 1928 roku. Ufundowany wówczas sztandar, który przetrwał do dziś, jest jedną z najważniejszych pamiątek przedwojennego Lubonia. Po wojnie sytuacja lokalnych strażaków była ciężka, brakowało sprzętu, ale przede wszystkim głównej siedziby. Wymusiło to na ówczesnych władzach wybudowanie strażnicy, a na jej lokalizację wybrano grunty przy ulicy Żabikowskiej. W 1949 roku rozpoczęto budowę, a dwa lata później – w październiku 1951 roku, nowa siedziba Ochotniczej Straży Pożarnej została oddana do użytku. W latach 1969–1972 lubońska strażnica pełniła funkcję Powiatowej Komendy Straży Pożarnej.

## Ważniejsze akcje
| rok  | miejsce                             | typ akcji        |
| ---- | ----------------------------------- | ---------------- |
| 1972 | Zakłady Ziemniaczane w Luboniu      | gaśnicza         |
| ?    | Swarzędzka Fabryka Mebli            | gaśnicza         |
| ?    | Cegielnia Świerczewo                | gaśnicza         |
| ?    | Zakłady Przemysłu Gumowego Stomil   | gaśnicza         |
| 2009 | Stolarnia na Wildzie                | gaśnicza         |
| 2010 | wały przeciwpowodziowe wzdłuż Warty | umacnianie wałów |